# Wechma
Wechma (وشمة) és una pel·lícula marroquina escrita i dirigida per Hamid Bénani, estrenada el 1970.

## Argument
Una rebel·lió interior del jove Messaoud, oprimit tant pel seu entorn familiar com per una societat ossificada. A poc a poc s'embarcarà en el camí de la delinqüència que el portarà cap a un final tràgic...

## Repartiment
- Mohamed El Kaghat
- Khadidja Moujabid
- Abdelkader Moutaa
- Mohamed Kadan
- Tawfik Dadda

## Premis
- Festival de Cinema de Cartago 1970, Tanit de bronze
- Damasc 1970
- Mannheim 1970
- Ièras 1970

## Crítiques
La majoria de crítics de cinema coincideixen en afirmar la tesi que aquest llargmetratge marca l'inici de la modernitat cinematogràfica marroquina. Per exemple, per a Christoph Terhechte, "Wechma" marca una sortida en el cinema marroquí: una pel·lícula de ficció que és experimental, sobretot en la seva segona part, trenca amb les estructures narratives tradicionals i s'oposa al naturalisme al simbolisme freudià i a les seqüències francament fantàstiques". Per Abdelkader Lagtaâ, Wechma "és la pel·lícula inaugural d'una tendència que jo anomenaria pel·lícula existencial'".